# Замок Агамарта

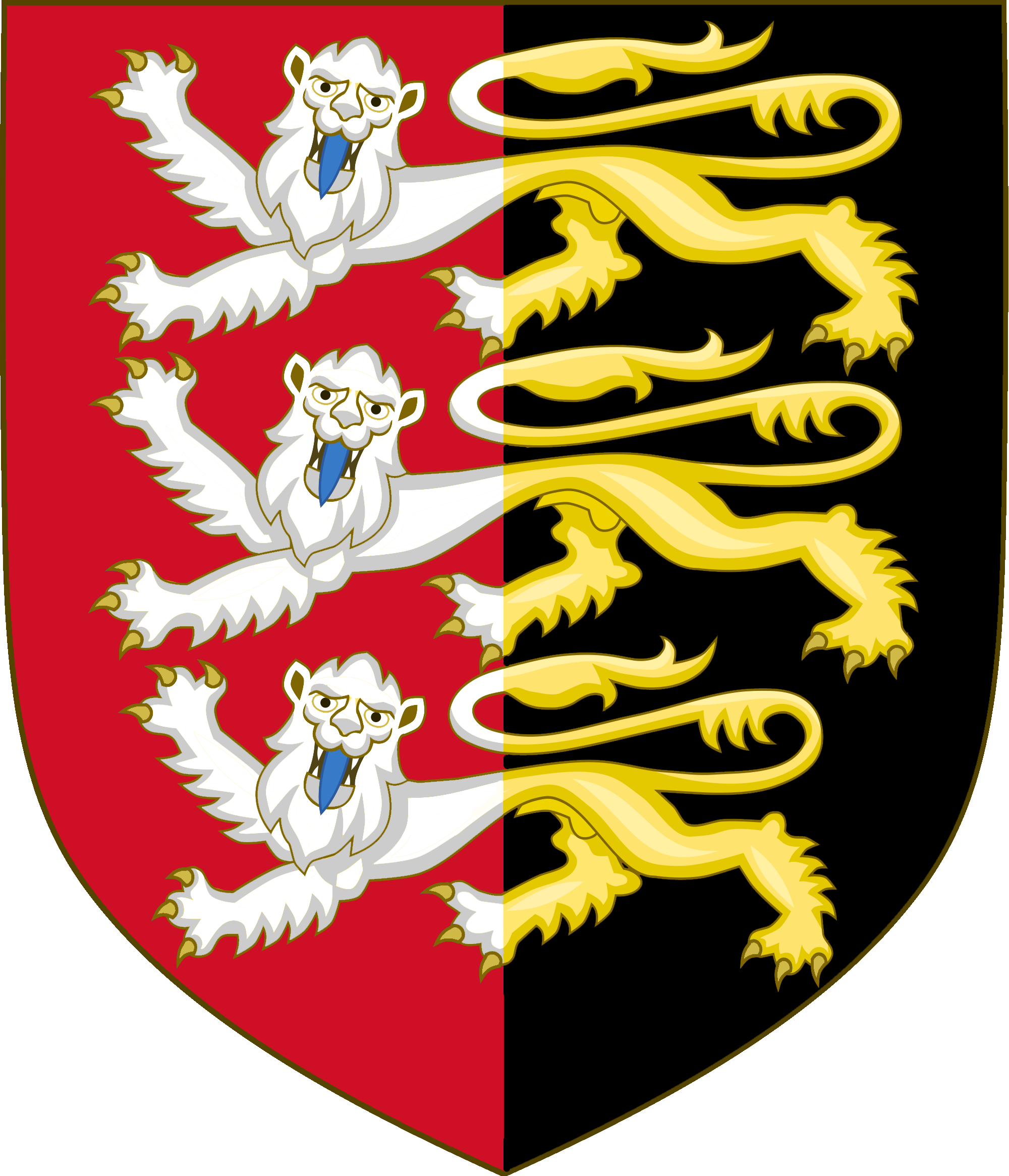
Герб вождів клану О'Грейді.

Замок Агамарта (англ. Aghamarta Castle, ірл. Achadh Mhártain) — замок Ахад Вартань — один із замків Ірландії, розташований в графстві Корк, неподалік від селища Каррігалайн, в приході Темпалл Бріде (Темплбріді), в баронстві Керрікаріхі. Назву замку з ірландської можна перекласти як «площина Мартіна». Нині від замку лишилися руїни триповерхової вежі і залишки якось інших споруд. У башті були кам'яні гвинтові сходи, дерев'яні ворота.

## Історія замку Агамарта
Замок Агамарта побудований в ХІІ столітті. Замок побудували норманські феодали, що в 1171 році захопили Ірландію і володіли деякий час землями в ірландському королівстві Десмонд. Потім замком заволоділи королі Десмонду, що потім стали графами Десмонд. Замком деякий час володів Моріс ФіцТомас ФітцДжеральд — перший граф Десмонд, ірландський аристократ, пер Ірландії, капітан замку Десмонд-Кастл в Кінсейлі, лорд-юстиціарій Ірландії. Він очолив повстання проти корони Англії з метою зробити себе королем Ірландії, але був розбитий. Проте Англія вирішила укласти з ним мир і повернути йому його володіння. У 1345 році він головував на зборах англо-ірландських магнатів в Каллані, графство Кілкенні, ігнорував повістки для участі в зібраннях «парламенту Ірландії», який був під контролем Англії, потім знову здійняв повстання і напав на замок Ненах. Знадобилося два роки, щоб придушити його повстання і Моріс ФіцТомас ФітцДжеральд здався з умовою, що його життя буде збережено і він буде помилуваний. Він був кинутий у в'язницю, і його землі конфісковані, він очікував суду та страти. Але він був відпущений під конвоєм до Англії, щоб відповісти на звинувачення, висунуті проти нього. Англія розуміла, що Ірландія не може бути під контролем Англії без підтримки місцевих лордів і магнатів. І в 1348 році він був звільнений і помилуваний в 1349 році. Йому повернули його конфісковані землі та замки. З середини XVI століття замком володів Джон де Вінхедон. Наприкінці XVII століття замок був проданий графом Шеннон родині Померой.
У свій час сер Річард Сейнтхілл лишив такі записи про замок Агамарта. Замок Агамарта або Авгамартін належав колись лордам Габертон, потім його орендував якийсь містер Джаґо, потім він належав полковнику Голдеру, потім замок купив Кер'ю Сміт Отред — брат місцевого барона. У 1641 році власники замки підтримали повстання за незалежність Ірландії. За це Олівер Кромвель після придушення повстання конфіскував замок. Але після реставрації монархії в часи правління короля Карла ІІ власники зуміли повернути собі замок та землі. Існує легенда, яку переказав чи то вигадав один місцевий житель, якому тоді було 105 років. Він розказав, що біля замку в старі часи була шибениця, де було страчено багато ірландців, особливо багато з клану Нуджент. І останньою, хто був повішений на цій шибениці була Бріджит Нуджент — вдова, що не визнавала ніякого закону, крім своєї власної волі.
У 1824 році замок купила родина О'Грейді. Замок тоді вже був в руїнах, руїни розбирали і використовували камінь для будівництва особняка в 1830 році. Будівництво особняка було завершено в 1860 році. Особняк нерегулярного планування. Біля особняка був розбудований великий маєток з садом, млином, господарськими будівлями. печами для випалювання вапна. Збереглися всі основні детялі конструкції особняка, включно з дерев'яними. Землі, замок та особняк Агамарта родина О'Грейді продала в 1916 році. Нині особняк є приміщенням школи, руїни замку стоять біля цієї школи, на території шкільного парку. Замок являє собою живописні руїни.